# Höingen (Ense)
Höingen – dzielnica (Ortsteil) wiejskiej gminy Ense w powiecie Soest, w kraju związkowym Nadrenia Północna-Westfalia, w rejencji Arnsberg.

## Demografia
Według danych z 2000 roku w Höingen mieszkało 1950 mieszkańców. Liczba ta stopniowo wzrastała lub się zmniejszała; 1964 (2005), 1918 (2010), 1928 (2015), 1861 (2020). Według spisu ludności z lipca 2024 roku, w Höingen mieszkało 1879 mieszkańców.

## Historia

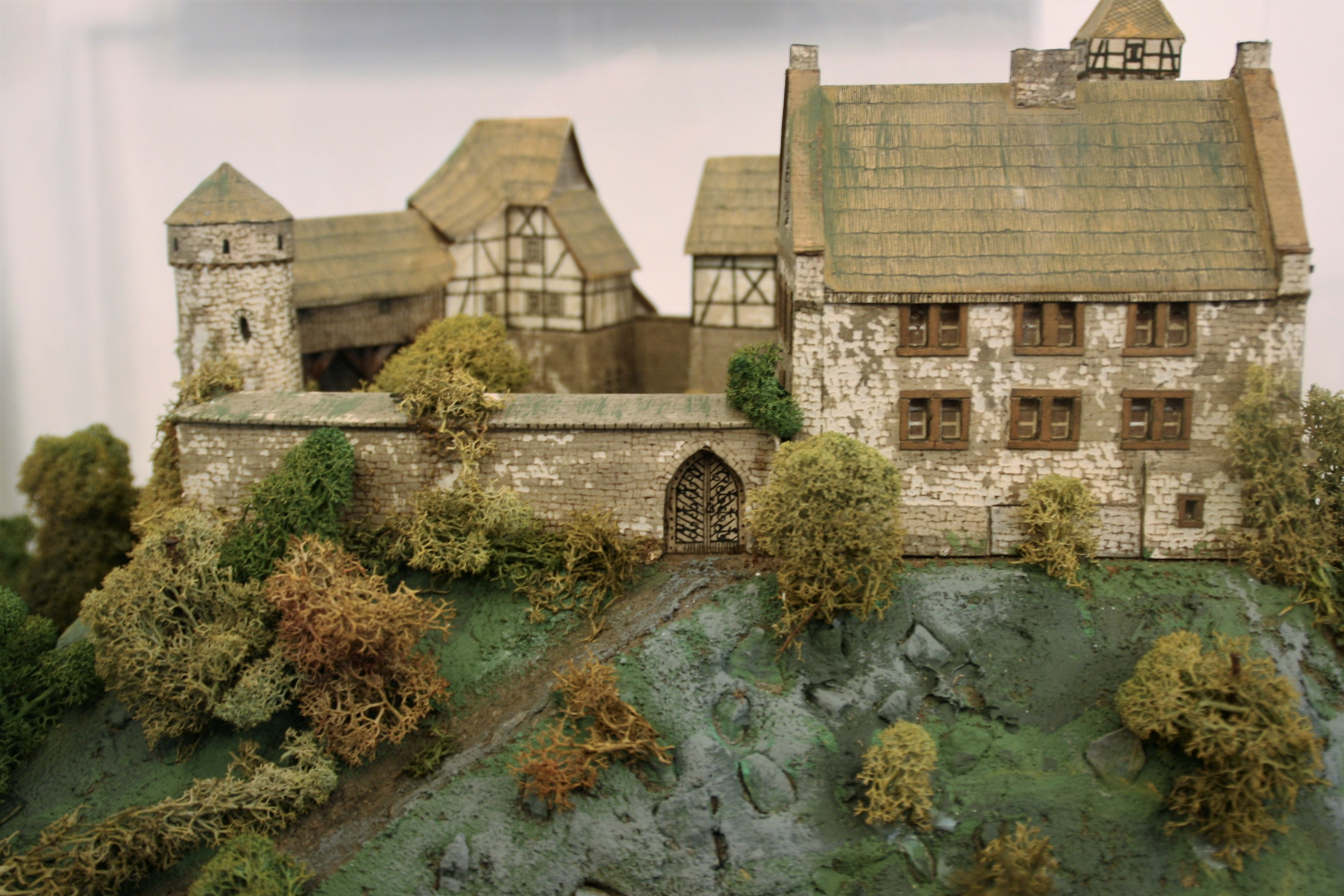
Model grodu obronnego

Pierwsze udokumentowana wzmianka o Höingen pochodzi z 793 roku. Wtedy miesjsce to nazywało się "Hoangi".
Na zachodnim krańcu wsi, w obszarze Höingen, leży Fürstenberg. Już w VIII wieku znajdował się tu gród obronny (Burg Oldenburg), który służył jako schronienie dla miejscowej ludności podczas wojen saskich.

### Reorganizacja gmin
W ramach reorganizacji gmin 1 lipca 1969 roku Höingen wraz z 13 innymi miejscowościami stało się częścią nowej gminy Ense.

## Edukacja
Na terenie dzielnicy Höingen znajduje się przedszkole św. Józefa oraz szkoła podstawowa "Die Gemeinschaftsgrundschule Höingen", do której uczęszczają również mieszkańcy dzielnic Bremen i Parsit.